# 名誉主将
名誉主将(めいよしゅしょう)とは、以下のような事柄を指す。名誉キャプテンとも。
- スポーツ競技で国家代表チームの主将として活躍した人物にスポーツ連盟などから贈られる名誉称号。
- その他、スポーツ競技のオールスターゲームなどで複数チームから選手を選抜したチームの主将などに用いられる呼称。

## 名誉称号としての名誉主将
名誉主将はスポーツ競技で国の代表チーム主将として活躍した人物の功績を称えるために贈られることがある。サッカーの例としては、1958年、ドイツサッカー連盟から同国選手のフリッツ・ヴァルターに対して、1954年のFIFAワールドカップスイス大会で西ドイツ市代表チーム主将としての活躍や通算613試合出場33得点を挙げた成績を称え、西ドイツ代表チーム名誉主将の称号を贈られたことがその例である。

## オールスターゲーム代表チームの名誉主将

### サッカーにおける名誉主将
その他、サッカーの試合ではオールスターマッチを開催する場合などに代表チームのキャプテンとして名誉主将を選出することがある。一例として、1995年に阪神・淡路大震災の復興支援を謳って開催された「阪神淡路チャリテーFIFA(国際サッカー連盟)オールスターマッチ」では、日本サッカー協会が出場選手を決定。チームを米大陸選抜と世界選抜に分け、米大陸代表チームの代表監督にボラ・ミルティノビッチ、名誉主将にジーコことアルトゥール・アントゥネス・コインブラが選抜され、世界選抜チームの代表監督にロイ・ホジソン、名誉主将にピエール・リトバルスキーを選出したことが知られる。

### 野球における名誉主将
野球では複数のチームから選抜された代表チームや混成チームのキャプテンを指す。米国の大リーグなどのMLBオールスターゲーム(以下大リーグオールスター戦)で戦うチームキャプテンとして名誉主将が選出されるのが好例である。例えば、1995年の大リーグオールスター戦では、当時大リーグ通算奪三振記録保持者だった元テキサス・レンジャーズ投手のノーラン・ライアンがアメリカンリーグの名誉主将に選ばれ、テキサス州知事ジョージ・W・ブッシュ、ノーラン・ライアン、ロサンゼルス・ドジャース投手の野茂英雄、2130試合連続出場を狙うボルチモア・オリオールズ内野手カル・リプケン・ジュニアら4人がア・リーグ(アメリカンルーグ)代表としてテキサス州グローブライフ・パーク・イン・アーリントンで記者会見を行ったことが当時、報道された。その他、2002年の大リーグオールスター戦ではア・リーグとナ・リーグ(ナショナルリーグ)両リーグの名誉主将にオジー・スミス、ロビン・ヨーントがそれぞれ選ばれたことも著名な例のひとつである。

### アメリカンフットブボールにおける名誉主将
アメリカンフットボールでは、2014年から米国最上位のリーグ戦であるNFL(National Football League)のオールスター戦プロボウルなどで戦う出場チームから名誉主将が選ばれている。同年、ハワイ州州都ホノルルで開幕したプロボウルでは、殿堂入り選手のジェリー・ライスとディオン・サンダースがともに名誉主将としてチームメンバーをドラフトで選抜して戦ったことも当時話題を呼んだ。

### 報道資料
- 『朝日新聞』2002年6月18日夕刊
- 『朝日新聞』2002年6月28日朝刊
- 『毎日新聞』2002年6月28日大阪朝刊
- 『毎日新聞』2014年1月28日大阪夕刊
- 『読売新聞』1995年7月11日東京夕刊